# 이온 인쿨레츠
이온 인쿨레츠(루마니아어: Ion Inculeț, 1884년 4월 5일 ~ 1940년 11월 18일)는 몰다비아 민주공화국의 대통령이자 루마니아의 장관이기도 했다. 

## 유년 시절
인쿨레츠는 러즈니에서 태어났다. 키시뇨프 신학교를 졸업한 이후 에스토니아의 도르팟 대학에서 공부를 하다가 상트페테르부르크로 이주하였다. 상트페테르부르크 대학을 졸업한 이후 그는 그곳에서 강사로서 일했다.
1915년부터는 기상관측소에서 일하게 되었다. 그 무렵 그는 콘스탄틴 스테레의 베사라비아를 즐겨보게 된다. 

## 대통령이 되다
1917년 12월 15일 스파툴 처리는 몰다비아 민주공화국을 출범하며, 이온 인쿨레츠를 초대 대통령으로 내세웠다. 하지만 대통령에 취임한지 얼마 되지않은 1918년 4월 9일 몰다비아 민주공화국이 루마니아 왕국과 합병되기로 결정되자, 인쿨레츠는 대통령직을 사임했다.
이후 인쿨레츠는 1933년 루마니아 왕국 게오르게 터터레스쿠 정부에서 공중보건부 장관, 내무부 장관, 통신부 장관과 각료의회 부회장같은 많은 직책들을 거치며 정치인으로서 활동했다.
정치인으로서 활동중이던 1940년 11월 18일, 인쿨레츠는 심장마비로 사망하여 부쿠레슈티 벨루 묘지에 묻혔다.